# Liegi-Bastogne-Liegi 2015
La Liegi-Bastogne-Liegi 2015, centounesima edizione della corsa, valevole come tredicesima prova dell'UCI World Tour 2015, si svolse il 26 aprile 2015 per un percorso di 253 km. Fu vinta dallo spagnolo Alejandro Valverde, che concluse la corsa in 6h14'20" alla media di 40,55 km/h.
Dei 200 ciclisti alla partenza furono in 100 a concludere la gara.

## Percorso
Partenza a Liegi, dopo un avvicinamento tranquillo a Bastogne, con la sola Côte de la Roche-en-Ardenne a rompere il fiato, il ritorno verso Liegi è decisamente più movimentato. Si comincia a 84 km dall'arrivo con la Côte de Wanne (2,7 km al 7.3%), che compone un trittico di ferro con la Côte de Stokeu (1 km al 12,2%) e la Côte de la Haute-Levée (3.6 km al 5,7%).
Le due côte successive, Col du Rosier (4,4 km al 5,9%) e Col du Maquisard (2,5 km al 5%), condurranno la corsa direttamente ai piedi della salita simbolo della Liegi, la Côte de La Redoute: sono 2000 metri all'8,9% di pendenza media.
A questo punto i corridori affronteranno l'immancabile Roche-aux-faucons (1,5 km al 9,4%) prima di scendere a Liegi. Qui però si proseguirà ancora verso la Côte de Saint-Nicolas, la côte degli Italiani; è questa una delle salite più difficili di giornata con i suoi 1,2 km al 8,6%.
In vetta a quest'ultima asperità mancheranno 5 km al traguardo: 3500 metri di discesa e poi i decisivi 1500 metri finali in leggera ma costante ascesa verso il traguardo di Ans.

## Squadre partecipanti
| N.      | Cod. | Squadra                |
| ------- | ---- | ---------------------- |
| 1-8     | OGE  | Orica-GreenEDGE        |
| 11-18   | MOV  | Movistar Team          |
| 21-28   | EQS  | Etixx-Quick Step       |
| 31-39   | AST  | Astana Pro Team        |
| 41-48   | TCG  | Team Cannondale-Garmin |
| 51-58   | BMC  | BMC Racing Team        |
| 61-68   | KAT  | Katusha Team           |
| 71-78   | ALM  | AG2R La Mondiale       |
| 81-88   | TCS  | Tinkoff-Saxo           |
| 91-98   | LAM  | Lampre-Merida          |
| 101-108 | LTS  | Lotto-Soudal           |
| 111-118 | SKY  | Team Sky               |
| 121-128 | TFR  | Trek Factory Racing    |

| N.      | Cod. | Squadra                     |
| ------- | ---- | --------------------------- |
| 131-138 | EUC  | Team Europcar               |
| 141-149 | TLJ  | Team Lotto NL-Jumbo         |
| 151-158 | TGA  | Team Giant-Alpecin          |
| 161-168 | TSV  | Topsport Vlaanderen-Baloise |
| 171-178 | IAM  | IAM Cycling                 |
| 181-188 | FDJ  | FDJ                         |
| 191-198 | WGG  | Wanty-Groupe Gobert         |
| 201-208 | MTN  | MTN-Qhubeka                 |
| 211-218 | COF  | Cofidis, Solutions Credits  |
| 221-228 | BOA  | Bora-Argon 18               |
| 231-238 | ROP  | Roompot Oranje Peloton      |
| 242-249 | CLT  | Cult Energy Pro Cycling     |

## Ordine d'arrivo (Top 10)
| Pos. | Corridore          | Squadra      | Tempo    |
| ---- | ------------------ | ------------ | -------- |
| 1    | Alejandro Valverde | Movistar     | 6h14'20" |
| 2    | Julian Alaphilippe | Etixx        | s.t.     |
| 3    | Joaquim Rodríguez  | Katusha      | s.t.     |
| 4    | Rui Costa          | Lampre       | s.t.     |
| 5    | Roman Kreuziger    | Tinkoff-Saxo | s.t.     |
| 6    | Romain Bardet      | AG2R         | s.t.     |
| 7    | Sergio Henao       | Sky          | s.t.     |
| 8    | Domenico Pozzovivo | AG2R         | s.t.     |
| 9    | Jakob Fuglsang     | Astana       | s.t.     |
| 10   | Daniel Moreno      | Katusha      | s.t.     |